# NGC 321
NGC 321 je galaksija u zviježđu Kit.

## Vanjske poveznice
- SEDS: NGC 321